# Station Lissewege
Station Lissewege is een spoorwegstation langs spoorlijn 51A (Brugge-Zeebrugge) in het dorp Lissewege in de gelijknamige Brugse deelgemeente.

## Geschiedenis
Vóór de aanleg van spoorlijn 51A bevond er zich tot 1908 een halte "Lissewege" op de spoorlijn 51 (Brugge-Blankenberge-Heist) op de plaats die later de halte Zuienkerke werd. Het huidige station werd gebouwd in 1905-1906, tegelijk met de aanleg van de lijn 51A die de nieuwe haven van Zeebrugge moest ontsluiten. Het is opgetrokken volgens de standaardplannen die toen gebruikelijk waren bij de Belgische Staatsspoorwegen. Het werd op 15 oktober 2003 als monument beschermd. In 2006 verkocht de NMBS het gebouw, dat al enige tijd niet meer in gebruik was, aan een Britse vastgoedmakelaar, die er evenwel verder niets mee aanving. In 2009 werd het inmiddels vervallen gebouw opnieuw verkocht aan een privépersoon uit De Haan. Deze liet het restaureren en opende er op 16 juli 2011 een tentoonstellingsruimte en kunstgalerij. Sinds januari 2014 zijn in het gebouw een brasserie, wijnwinkel, kunstgalerij en een vakantieappartement gevestigd.
Het perron is evenwel nog steeds in gebruik als halteplaats voor de L- en P-treinen van en naar Zeebrugge.

## Treindienst
| Serie       | Treinsoort          | Route | Bijzonderheden |
| ----------- | ------------------- | --- | --- |
| L 550       | L-trein (NMBS)      | Mechelen – Dendermonde – Gent-Sint-Pieters – Brugge – Lissewege – [ Zeebrugge-Strand ] / [ Zeebrugge-Dorp ] | Rijdt in het weekend tussen Zeebrugge-Strand - Gent-Sint-Pieters. Rijdt enkel in juli en augustus in de week tussen Zeebrugge-Strand - Mechelen. |
| P 7055/8055 | Piekuurtrein (NMBS) | Zeebrugge-Dorp – Lissewege – Brugge                                                                         | 1× in de ochtend. 2× in de avond. Rijdt alleen op werkdagen. Rijdt niet in juli en augustus.                                                     |

## Galerij

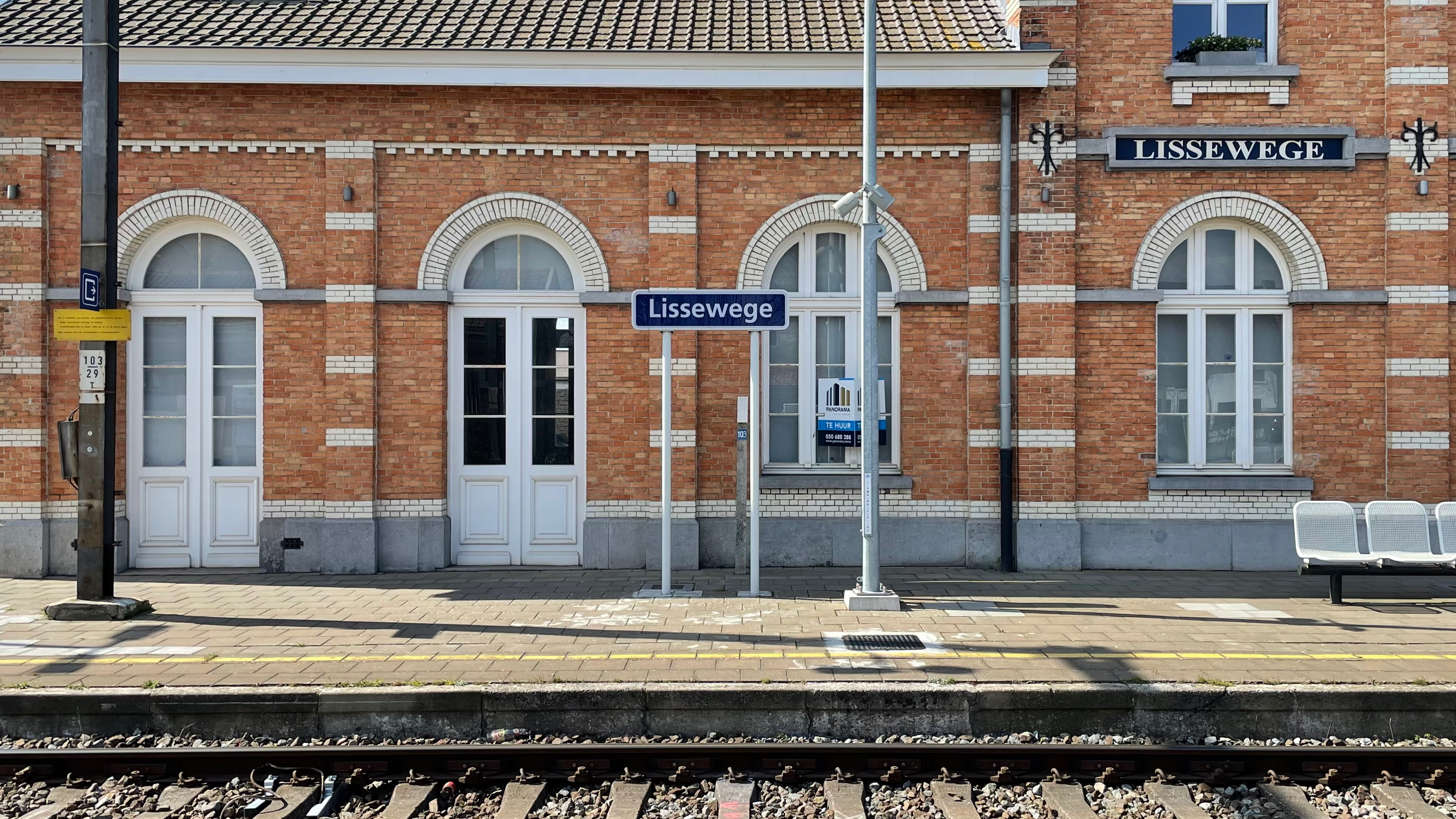
Plaatsnaambord
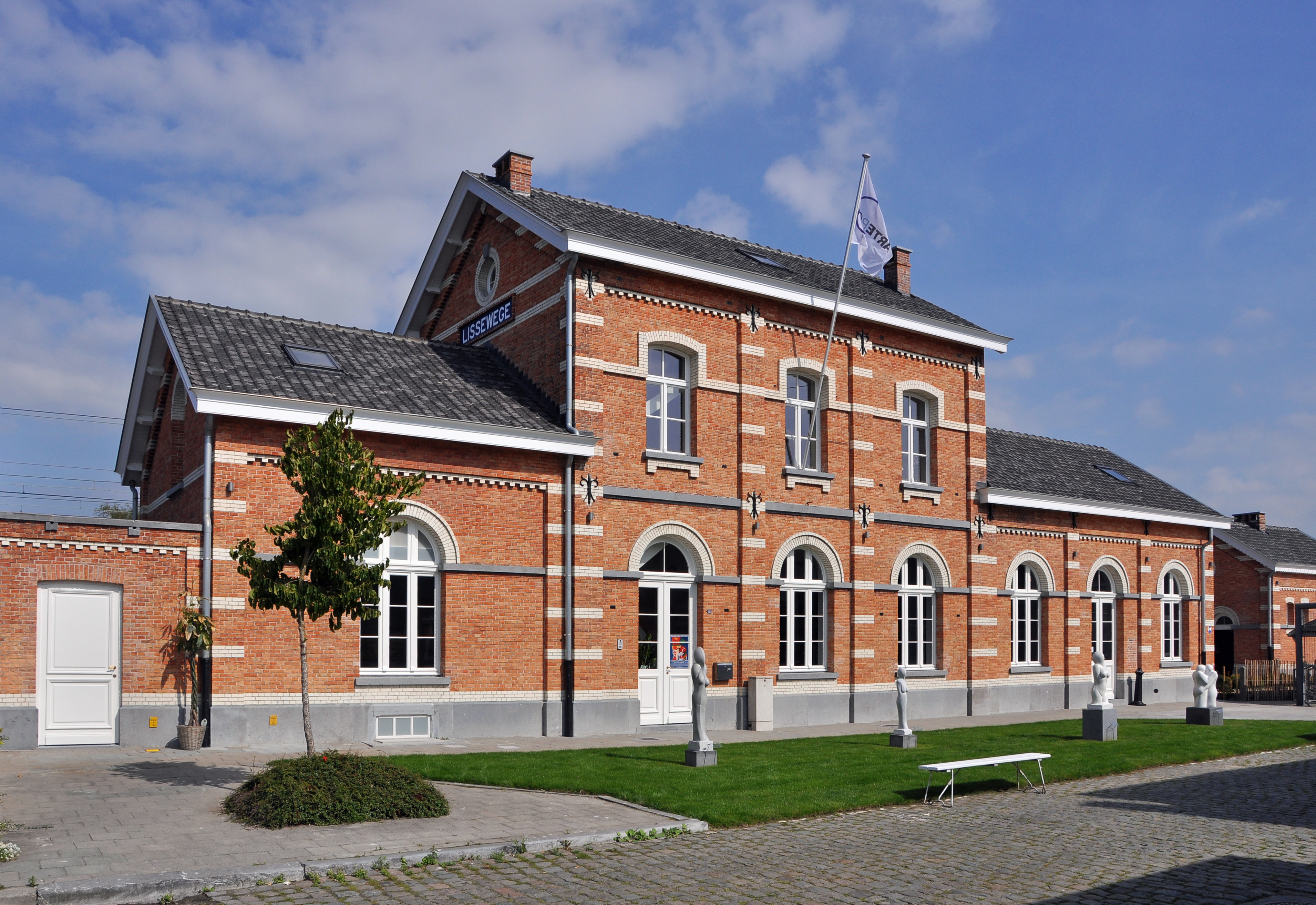
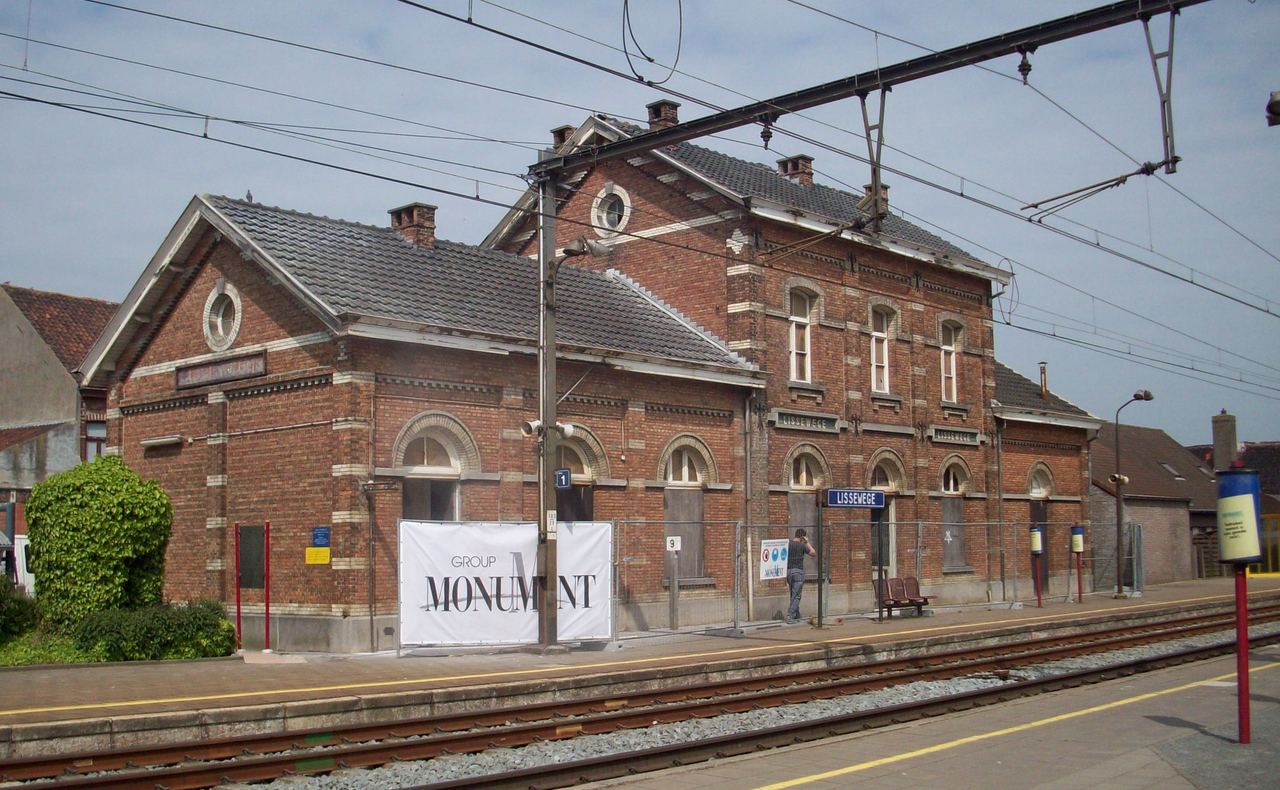
Algemeen gezicht, kant sporen (foto 2010)
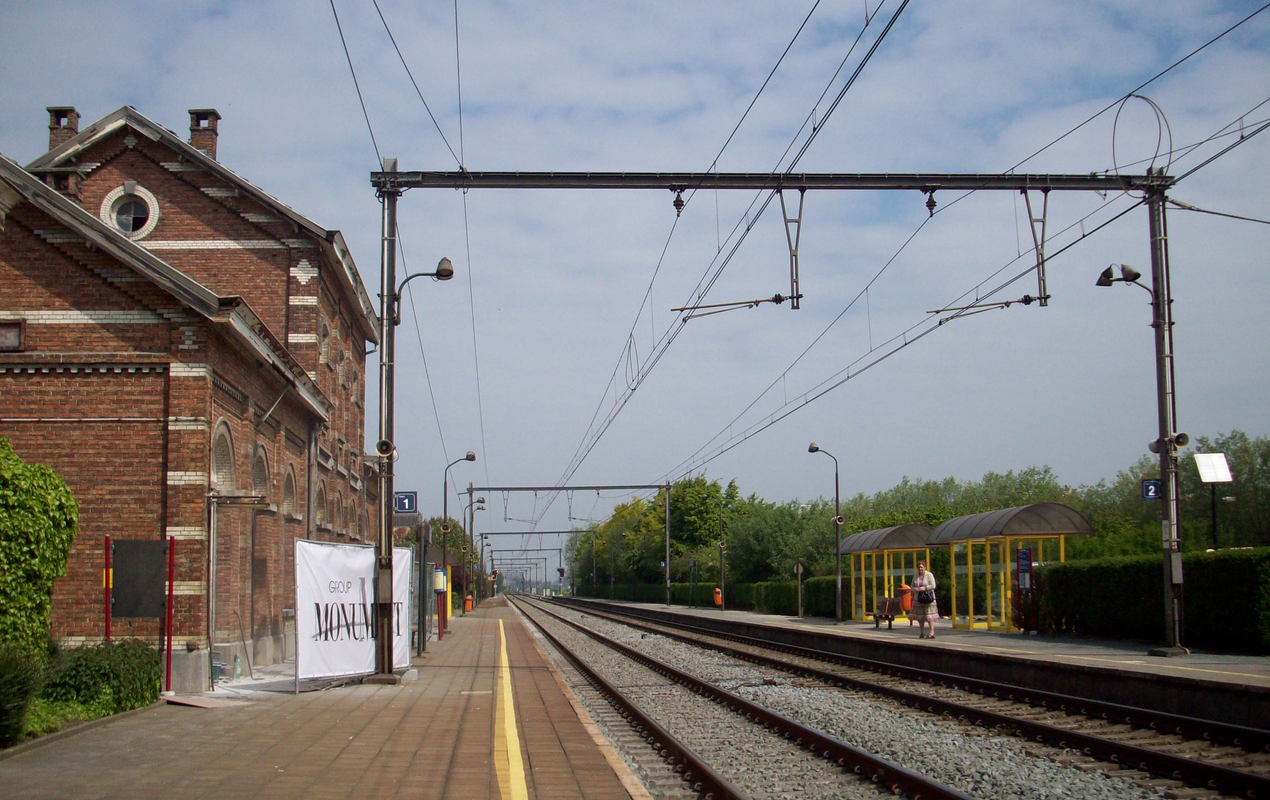
Zicht op de perrons (foto 2010)
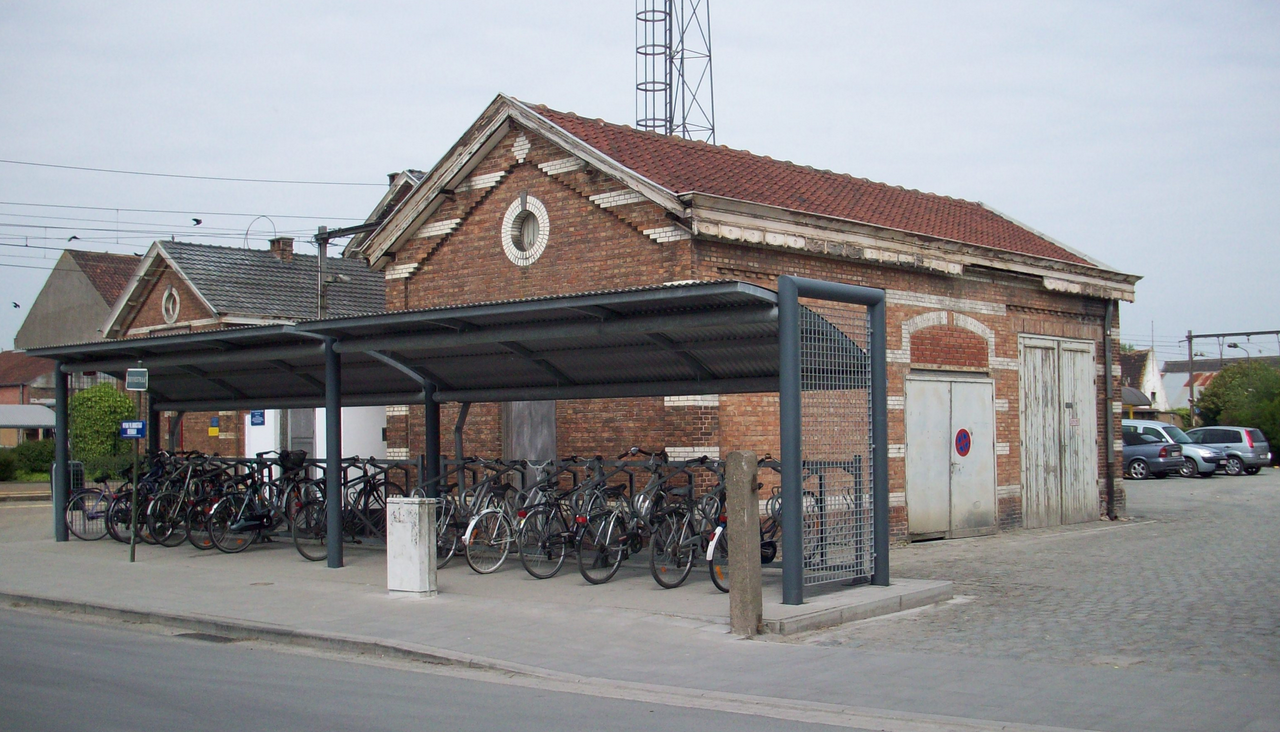
Voormalige goederenloods (foto 2010)

## Reizigerstellingen
De grafiek en tabel geven het gemiddeld aantal instappende reizigers weer op een week-, zater- en zondag.
| Tabel: aantal instappende reizigers station Lissewege | Tabel: aantal instappende reizigers station Lissewege | Tabel: aantal instappende reizigers station Lissewege | Tabel: aantal instappende reizigers station Lissewege |
|                                                       | Weekdag                                               | Zaterdag                                              | Zondag                                                |
| ----------------------------------------------------- | ----------------------------------------------------- | ----------------------------------------------------- | ----------------------------------------------------- |
| 1977                                                  | 174                                                   | 54                                                    | 45                                                    |
| 1978                                                  | 251                                                   | 88                                                    | 54                                                    |
| 1979                                                  | 281                                                   | 97                                                    | 63                                                    |
| 1980                                                  | 300                                                   | 105                                                   | 114                                                   |
| 1981                                                  | 273                                                   | 99                                                    | 39                                                    |
| 1982                                                  | 187                                                   | 54                                                    | 31                                                    |
| 1983                                                  | 239                                                   | 50                                                    | 61                                                    |
| 1984                                                  | 166                                                   | 47                                                    | 62                                                    |
| 1985                                                  | 195                                                   | 106                                                   | 52                                                    |
| 1986                                                  | 196                                                   | 60                                                    | 49                                                    |
| 1987                                                  | 167                                                   | 61                                                    | 61                                                    |
| 1988                                                  | 184                                                   | 51                                                    | 36                                                    |
| 1989                                                  | 205                                                   | 50                                                    | 49                                                    |
| 1990                                                  | 162                                                   | 50                                                    | 46                                                    |
| 1991                                                  | 167                                                   | 48                                                    | 41                                                    |
| 1992                                                  | 169                                                   | 47                                                    | 36                                                    |
| 1993                                                  | 133                                                   | 41                                                    | 49                                                    |
| 1994                                                  | 148                                                   | 33                                                    | 24                                                    |
| 1995                                                  | 91                                                    | 29                                                    | 27                                                    |
| 1996                                                  | 143                                                   | 46                                                    | 21                                                    |
| 1997                                                  | 117                                                   | 25                                                    | 33                                                    |
| 1998                                                  | 102                                                   | 31                                                    | 31                                                    |
| 1999                                                  | 113                                                   | 28                                                    | 20                                                    |
| 2000                                                  | 109                                                   | 30                                                    | 32                                                    |
| 2001                                                  | 119                                                   | 26                                                    | 26                                                    |
| 2002                                                  | 123                                                   | 24                                                    | 28                                                    |
| 2003                                                  | 120                                                   | 37                                                    | 28                                                    |
| 2004                                                  | 127                                                   | 28                                                    | 18                                                    |
| 2005                                                  | 126                                                   | 38                                                    | 31                                                    |
| 2006                                                  | 149                                                   | 30                                                    | 32                                                    |
| 2007                                                  | 126                                                   | 42                                                    | 32                                                    |
| 2008                                                  | -                                                     | -                                                     | -                                                     |
| 2009                                                  | 146                                                   | 50                                                    | 45                                                    |
| 2010                                                  | -                                                     | -                                                     | -                                                     |
| 2011                                                  | -                                                     | -                                                     | -                                                     |
| 2012                                                  | 175                                                   | 38                                                    | 39                                                    |
| 2013                                                  | 129                                                   | 37                                                    | 35                                                    |
| 2014                                                  | 117                                                   | 29                                                    | 32                                                    |
| 2015                                                  | 185                                                   | 52                                                    | 29                                                    |
| 2016                                                  | 148                                                   | 44                                                    | 28                                                    |
| 2017                                                  | 188                                                   | 36                                                    | 42                                                    |
| 2018                                                  | 188                                                   | 39                                                    | 41                                                    |
| 2019                                                  | 207                                                   | 30                                                    | 51                                                    |
| 2020                                                  | 130                                                   | 49                                                    | 42                                                    |
| 2021                                                  | -                                                     | -                                                     | -                                                     |
| 2022                                                  | 165                                                   | 70                                                    | 78                                                    |
| 2023                                                  | 166                                                   | 65                                                    | 69                                                    |
| 2024                                                  | 182                                                   | 64                                                    | 74                                                    |

Assebroek ·
Brugge ·
Brugge-Dijk ·
Brugge-Dok ·
Brugge-Noord ·
Brugge-Sint-Pieters ·
Brugge-Vorming ·
Brugge-Zeehaven ·
Dudzele ·
Dudzele-Kanaal ·
Lissewege ·
Sint-Michiels ·
Steenbrugge ·
Zeebrugge-Vorming ·
Zeebrugge-Dorp ·
Zeebrugge-Strand ·
Zwankendamme
(Brugge ·
Brugge-Sint-Pieters) · 
2,3: Dudzele-Kanaal ·
5,9: Lissewege ·
7,1: Zwankendamme ·
9,8: Zeebrugge-Dorp ·
Zeebrugge-Strand